# Дисимулација
Дисимулација је намерно и свесно прикривање болесног стања, неке абнормалности или патолошког процеса. Особа глуми да је здрава, смишљено се претвара да је са њом све у реду, како би избегла неке, по њеној процени, негативне последице дијагнозе поремећаја који је затајио.